# نفيشة
نفيشة إحدى قرى مركز الإسماعيلية التابع لمحافظة الإسماعيلية بجمهورية مصر العربية.